# Сереско (тауншип, Миннесота)
Сереско (англ. Ceresco) — тауншип в округе Блу-Эрт, Миннесота, США. На 2000 год его население составило 255 человек.

## География
По данным Бюро переписи населения США площадь тауншипа составляет 93,0 км², из которых 92,8 км² занимает суша, а 0,2 км² — вода (0,22 %).

## Демография
По данным переписи населения 2000 года здесь находились 255 человек, 94 домохозяйства и 76 семей.  Плотность населения —  2,7 чел./км².  На территории тауншипа расположено 102 постройки со средней плотностью 1,1 построек на один квадратный километр. Расовый состав населения: 99,61 % белых и 0,39 % коренных американцев.
Из 94 домохозяйств в 33,0 % воспитывались дети до 18 лет, в 70,2 % проживали супружеские пары, в 4,3 % проживали незамужние женщины и в 18,1 % домохозяйств проживали несемейные люди. 18,1 % домохозяйств состояли из одного человека, при том 8,5 % из — одиноких пожилых людей старше 65 лет. Средний размер домохозяйства — 2,71, а семьи — 3,08 человека.
27,1 % населения младше 18 лет, 9,4 % в возрасте от 18 до 24 лет, 16,1 % от 25 до 44, 29,4 % от 45 до 64 и 18,0 % старше 65 лет. Средний возраст — 42 года. На каждые 100 женщин приходилось 105,6 мужчин.  На каждые 100 женщин старше 18 приходилось 106,7 мужчин.
Средний годовой доход домохозяйства составлял 38 750 долларов, а средний годовой доход семьи —  45 104 доллара. Средний доход мужчин —  27 500  долларов, в то время как у женщин — 25 750. Доход на душу населения составил 15 412 долларов. За чертой бедности находились 5,8 % семей и 7,9 % всего населения тауншипа, из которых 9,1 % младше 18 лет.